# Вайц
Вайц (нем. Weiz) — город, окружной центр в Австрии, в федеральной земле Штирия.
Входит в состав округа Вайц. Население составляет около 12 тысяч человек. Занимает площадь 17,51 км². Официальный код — 61755.

## Политическая ситуация
Бургомистр коммуны — Хельмут Кинрайх (СДПА) по результатам выборов 2005 года.
Совет представителей коммуны (нем. Gemeinderat) состоит из 25 мест.
- СДПА занимает 19 мест.
- АНП занимает 4 места.
- Зелёные занимают 2 места.